# Paardensport op de Middellandse Zeespelen 2009
Paardensport is een van de sporten die beoefend werden tijdens de Middellandse Zeespelen 2009 in Pescara, Italië. Er waren twee onderdelen.

## Uitslagen
| Event               | Goud           | Goud          | Zilver             | Zilver        | Brons        | Brons         |
| ------------------- | -------------- | ------------- | ------------------ | ------------- | ------------ | ------------- |
| Jumping individueel | Simon Delestre | 0 ptn + 31,17 | Alexandra Francart | 0 ptn + 31,44 | Julien Gonin | 0 ptn + 32,58 |
| Jumping team        | Frankrijk      | 0 ptn         | Spanje             | 4 ptn         | Griekenland  | 16 ptn        |

## Medaillespiegel
| Plaats | Land        | Goud | Zilver | Brons | Totaal |
| 1      | Frankrijk   | 2    | 1      | 1     | 4      |
| 2      | Spanje      | 0    | 1      | 0     | 1      |
| 3      | Griekenland | 0    | 0      | 1     | 1      |
| Totaal | Totaal      | 2    | 2      | 2     | 6      |

1955 · 1959 · 1979 · 1983 · 1991 · 1993 · 1997 · 2005 · 2009 · 2018 · 2022
Atletiek · Basketbal · Bocce · Boksen · Gewichtheffen · Golf · Gymnastiek · Handbal · Judo · Kanovaren · Karate · Paardensport · Roeien · Schermen · Schietsport · Tafeltennis · Tennis · Voetbal · Volleybal · Waterpolo · Waterskiën · Wielersport · Worstelen · Zeilen · Zwemmen